# Gabriel Filip von Seth
Gabriel Filip von Seth, född 6 mars 1781 på Bratteborg, död 13 augusti 1843 på Hestra, var en svensk greve, löjtnant och brukspatron.
von Seth var son till Gabriel von Seth och Clara Eva Margareta Flach, samt sonsons son till riksrådet Gabriel von Seth. Han blev student vid Lunds universitet 1796 och avlade jur. examen 1798. Han blev därefter brukspatron på Götafors. 1828 blev han fideikommissarie. Han avled barnlös.